# Escudo de Teruel

Escudo oficial de la ciudad de Teruel.

El escudo de la ciudad de Teruel consiste en un escudo partido, de oro (amarillo o dorado) con cuatro palos de gules 
(rojo); y de azur (azul) con un toro pasante de oro sobre tierra 
de sínople (verde) y surmontado de una estrella de ocho puntas del mismo metal (color). 
Entado en punta de gules un cañón de plata y un obús 
del mismo metal, 
puestos en aspa, sobre una pila de balas, de sable (negro), y surmontados de una granada, de lo mismo, encendida, de gules.
El timbre, corona real, abierta y sin diademas que es un círculo de oro, engastado de piedras preciosas, compuesto de ocho florones, visibles cinco, interpolados de perlas.
En campo de oro con cuatro palos de gules es el escudo de Aragón.
El cañón, el obús, la granada y las balas fueron incorporadas al escudo en reconocimiento a la defensa de la ciudad por parte de sus habitantes durante el sitio al que la sometieron las tropas del Teniente General Manuel Enna en 1843, al finalizar la regencia de Espartero (gobierno provisional de Joaquín María López).
La corona real abierta es la forma que tenía la antigua corona real, usada hasta el siglo XVI, se emplea con mucha frecuencia en la heráldica de entidades territoriales menores, municipios y provincias.

## Escudo de la Provincia de Teruel

Escudo de la provincia de Teruel.

El escudo de la provincia de Teruel fue adoptado el 10 de mayo de 1957, consiste en un escudo cuartelado:
- En el primer cuartel, de oro, cuatro palos de gules que es el escudo de Aragón.
- En el segundo cuartel, de azur, un toro pasante de sable, surmontado de una estrella de ocho puntas de plata que proviene del blasón de la ciudad de Teruel.
- En el tercero, de plata, Santa María al natural, con túnica de azur que es el escudo de Albarracín.
- En el cuarto, de plata, un castillo de oro, almenado de tres almenas, mamposteado de sable y aclarado del mismo esmalte (color) y acostado de dos cañas que es el de Alcañiz.

Sobre el todo, en escusón de gules, San Jorge contornado (que mira a la izquierda del escudo) al natural armado en su diestra con una lanza y montado sobre un caballo blanco rampante de plata con silla y riendas del mismo metal sobre un dragón pasante. 
El timbre, corona real aragonesa, abierta y sin diademas que es un círculo de oro, engastado de piedras preciosas, compuesto de florones, visibles cuatro, interpolados.
Con anterioridad, desde el siglo XIX, el escudo provincial estaba formado por los elementos de los dos primeros cuarteles, al timbre una corona real cerrada surmontada por un murciélago de sable que representa el Dragón D'Aragón, es decir, la forma de la cimera del Rey de Aragón.